# Olivella watermani
Olivella watermani is een slakkensoort uit de familie van de Olividae. De wetenschappelijke naam van de soort is voor het eerst geldig gepubliceerd in 1940 door McGinty.